# Gruve 3

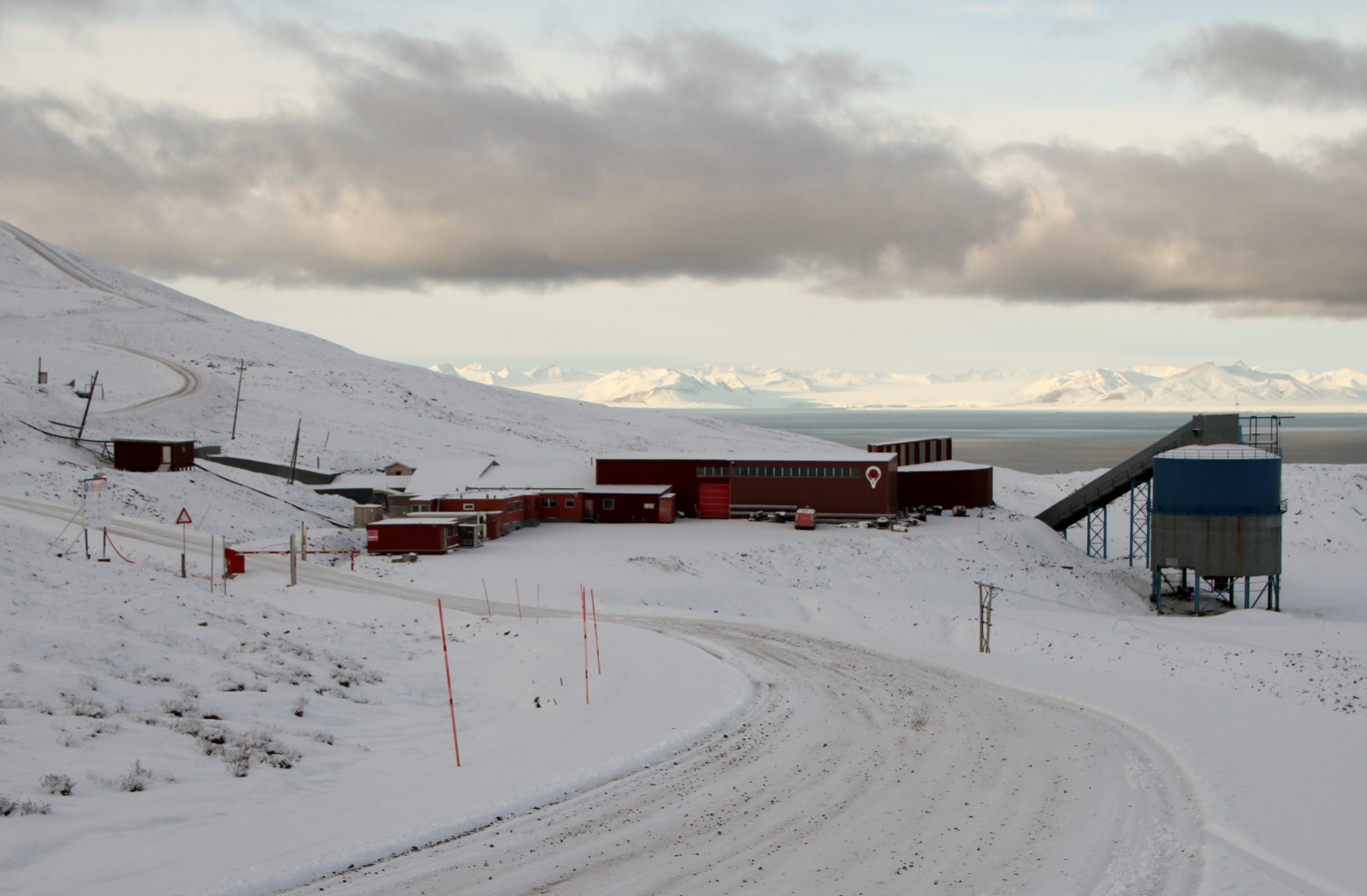
Gruve 3 sedd från vägen till Platåberget

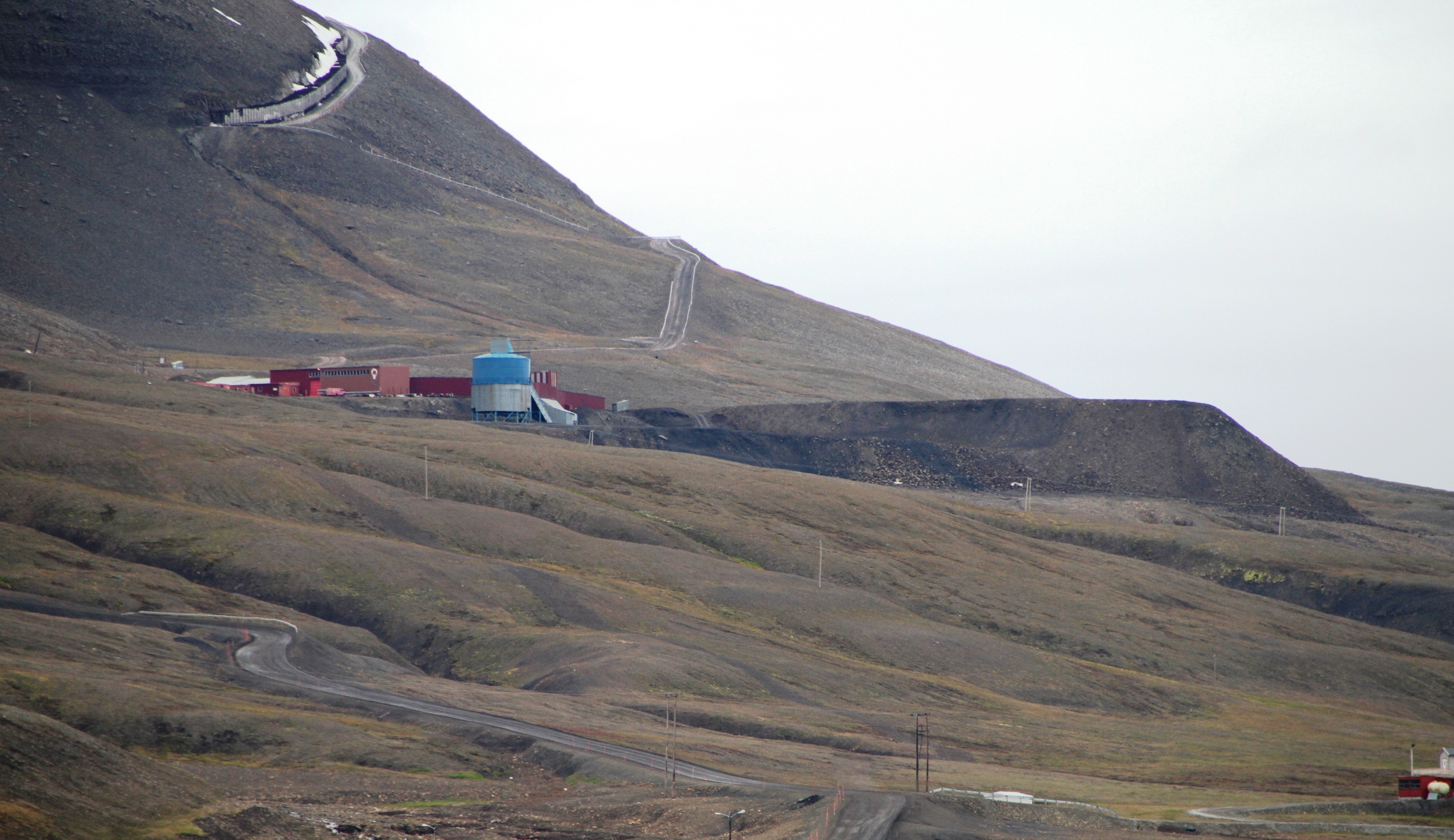
Gruve 3 sedd från Hotellneset, med vägen till Platåberget synlig i bakgrunden.

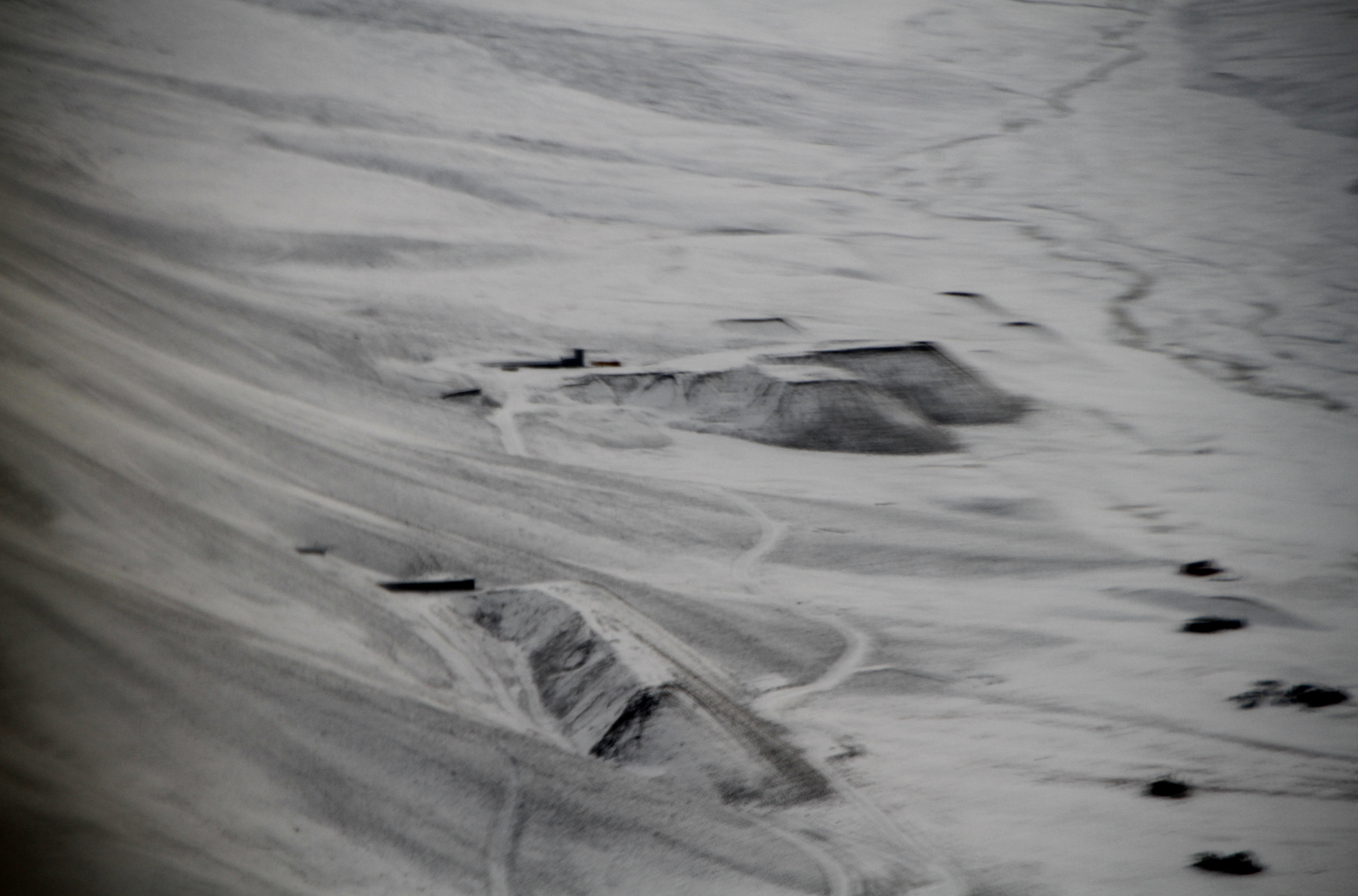
Genomslaget till Bjørndalen med tipp och anläggning.

Gruve 3 var en kolgruva i Longyearbyen på Svalbard som var i drift mellan 1969 och 1996. Den ligger i norra sidan av Platåberget ovanför Svalbard lufthavn,  något väster om platsen för Trøndergruva från 1903, den första kolgruvan i trakten av Longyearbyen.
Prospektering av kolförekomsterna i Platåberget började 1928, under en period när all utvinning av kol vid Longyearbyen skedde i Longyeardalen, med Gruve 2 på östra sidan av dalen och Gruve 1 på den västra.
I Gruve 2 blev de geologiska förhållandena bit för bit sämre och driften ställdes in 1938. Store Norske Spitsbergen Kulkompani måste göra något for att öka gruvproduktionen. Detta ledde till beslutet att ta upp ett nytt inslag till Gruve 1. Inslagspunkten flyttades längre in i dalen, varefter produktionen i det som kom att kallas Gruve 1b kom igång i oktober 1939. Samtidigt anlades gruvbosättningen Sverdrupbyen vid den nya inslagspunkten.
Longyearsbyens Gruve 1b råkade ut för en gruvbrand den 29 oktober 1948. I mitten av december kunde produktionen i gruvan återupptas, men den blev efterhand präglad av allt ogynnsammare geologiska förhållanden. Driften upphörde 1958.  
Tillredningen av Gruve 3 började 1969. Produktionen började 1971, och under verksamhetsåret 1976/77 svarade Gruve 3 för hälften av Store Norske Spitsbergen Kulkompanis kolproduktion. Gruvan går tvärs igenom Platåberget från norr och kommer ut på sydsidan i Bjørndalen, där det finns en tipp. Denna är i likhet med huvudgruvan kulturminnesskyddad. 
År 1984 uppstod en brand i Gruve 3:s yttre anläggning, varvid en man miste livet. I november 1996 var gruvan utbruten och driften upphörde. 

## Besöksgruva
Numera anordnas guidade turer i Gruve 3. Det har också diskuterats att inrätta ett gruvmuseum i Gruve 3.

## Svalbard globale frøhvelv
Huvudartikel: Svalbard globale frøhvelv
I den östliga delen av den tidigare Gruve 3 har tre stora lagerlokaler för fröer sprängts ut. Svalbard globale frøhvelv invigdes 2008.

## Arktiska världsarkivet
Huvudartikel: Arctic World Archive
I samma del av gruvan finns även Arktiska världsarkivet som invigdes 2017.